# Villa Barbadori
Villa Barbadori si trova in via Suor Maria Celeste, ad Arcetri (Firenze).

## Storia e ritrovamenti
La villa è ricordata fin dal 1427, ma ha avuto una storia lunga ed intricata. Fu soggetta a numerosi interventi di ampliamento e ristrutturazione, gli ultimi lavori risalgono tra la fine degli anni Sessanta e l'inizio del 1970. Durante questo restauro è tornato alla luce un affresco raffigurante le scene della vita di san Filippo Neri. 
Questo ritrovamento ha fatto ipotizzare la probabile origine monastica del complesso. 
Altro ritrovamento è quello di una colonna ottagonale al centro di una sala, la quale serviva da scuderia. Questa colonna è stata collegata al progetto della costruzione della cupola del Brunelleschi, anche per il tipo di pietra impiegata per i lavori. 